# Polyandrocarpa triggiensis
Polyandrocarpa triggiensis is een zakpijpensoort uit de familie van de Styelidae. De wetenschappelijke naam van de soort is voor het eerst geldig gepubliceerd in 1952 door Kott.